# پازمین
پازمین ، روستایی است از توابع بخش بندپی غربی شهرستان بابل در استان مازندران ایران.
این روستا در دامنه شمالی البرز در قسمت جلگه ای استان مازندران واقع شده است.
روستای پازمین یکی از روستاهای تاریخی بندپی می باشدکه سقاخانه و تکیه تاریخی آن از ابنیه تاریخی منطقه بوده و این دومکان تا قبل از دهه هفتاد به عنوان محل تجمع اهالی روستاهای اطراف در ایام محرم نیز بوده است.
اهالی روستای پازمین همگی از قوم  طبری می‌باشند و بسیاری از مکالمات روز مره شان نیز از زبان اصیل طبری می‌باشد.

## شهید دکتر سهراب داداش نیا
روستای پازمین زادگاه شهید والا مقام پزشک شهید دکتر سهراب داداش نیا لهی میباشد،این روستا با اهدای یک شهید،یک آزاده و چندین جانباز ورزمنده سند وفاداری به نظام مقدس جمهوری اسلامی ایران را امضا نموده است.

## قشرجوان
اکثر جوانان روستا دارای تحصیلات عالیه میباشند که تعدادی پزشک،مهندس،معلم و کارمند در حال خدمت به جامعه اسلامی میباشند که خوشبختانه بسیاری از فرزندان این دیار به عنوان مفاخر منطقه در شهرهای مختلف کشور از جمله پایتخت کشور دارای مسولیت های مختلف میباشند.

## تجمع هیأت های مذهبی در پازمین
غروب هفتم محرم هرسال که به عقیده عاشقان اباعبدالله این روز متعلق به قمر بنی هاشم(ع)میباشداهالی روستا به عنوان خادم پیرتکیه و سقاخانه تاریخی روستای پازمین میزبان دستجات عزاداری هیات های مذهبی از سراسر منطقه بزرگ بندپی میباشند که مراسمی باشکوه و دیدنیست.

## پیشرفت و توسعه
به برکت نظام مقدس جمهوری اسلامی ایران و زحمات دهیاری و شورای اسلامی روستاو حمایت های مالی دولتی در اداور گذشته اقدامات عمرانی زیادی در روستا انجام شده است که پروژه های مدنظر همچنان در حال اجرا میباشد.

## تاریخ پازمین
روستای پازمین در گذشته بعنوان منطقه اعیان نشین بوده است زیرا آثار تاریخی پیدا شده هنگام حفاری شرکت گاز در روستا و پدید آمدن دیواره های قدیمی و خشت چین گواه این ادعا میباشد.
قدیمیان و ریش سفیدان روستا نقل میکنند که روستای پازمین کنونی در سده های گذشته در مکان فعلی نبوده و درمحدوده ای که در حال حاضر بصورت زمین کشاورزیست بوده ولازم به ذکر است که آن محدوده در حال حاضر نیز به خرابه مشهور است و در نزدیکی آن نیز مکانهایی هایی به نام های مختلفی همچون میدون که در زبان فارسی معادل میدان است و.....گواه وسعت و بزرگی پازمین آن دوران بوده که به علت همه گیری بیماری وبا و طاعون جمعیت عظیمی از مردم روستا جان خود را از دست دادندکه بازماندگان پازمین کنونی را بنا نمودند،پیدا شدن بسیاری از دیوار چین ها و....ملزومات زندگی در هنگام طرح تسطیح اراضی گواه بر این ادعا شد و بر همگان ثابت گردید روزی این محیط محل زندگی جمعیت زیادی بوده وحتی محل تبادل کالا و محصولات بومیان بوده و به گونه ای مرکزیت تجاری منطقه را داشته است.

## جنگ دشت
محدوده ای از روستای پازمین به جنگ دشت یعنی محل جنگ مشهور است و با توجه به مستندات تاریخ نگاران به نام روزی جنگ بین بیژن رئیس لفوری و سرفوج طبرستان ولشکرش در این مکان اتفاق افتاده که نام جنگِ دشت یعنی زمینی که دران جنگ اتفاق افتاده ماندگار شده است

## جمعیت
این روستا در خوش‌رود قرار داشته و براساس آخرین سرشماری مرکز آمار ایران که در سال ۱۳۹۵ صورت گرفته، جمعیت آن حدود ۳۰۰نفر (۱۰۰خانوار) بوده‌است.
فاصله این روستا تا شهر خشرودپی مرکز بندپی غربی به مسافت یک کیلومتر میباشد.